# أوتيس ديفيس
أوتيس ديفيس (بالإنجليزية: Otis Davis)‏ هو لاعب كرة قاعدة أمريكي، ولد في 24 سبتمبر 1920 في تشارلستون في الولايات المتحدة، وتوفي في 23 يوليو 2007 في كليرواتر في الولايات المتحدة.

## وصلات خارجية
- أوتيس ديفيس على موقعبيزبول رفرنس.كوم (الدوري الرئيسي) (الإنجليزية)
- أوتيس ديفيس على موقعبيزبول رفرنس.كوم (الدوري الثانوي) (الإنجليزية)
- أوتيس ديفيس على موقع جمعية أبحاث البيسبول الأمريكية (الإنجليزية)